# Danse Macabre (bog)
 Denne artikel omhandler Stephen Kings bog. For andre betydninger af ordet, se Danse Macabre.

Danse Macabre er en nonfiktion-bog fra 1981 skrevet af Stephen King. Bogen er ikke udkommet på dansk.
Danse Macabre handler overordnet om horror som genre, men beskæftiger sig også med amerikansk popkultur, og dens indflydelse som inspirationskilde til Stephen Kings forfatterskab.
| Bog | Spire Denne artikel om bøger og tidsskrifter er en spire som bør udbygges. Du er velkommen til at hjælpe Wikipedia ved at udvide den. |